# Anguisia jullieni
Anguisia jullieni är en mossdjursart som beskrevs av Ostrovsky 1998. Anguisia jullieni ingår i släktet Anguisia och familjen Oncousoeciidae. Inga underarter finns listade i Catalogue of Life.